# Holland, Iowa
Holland là một thành phố thuộc quận Grundy, tiểu bang Iowa, Hoa Kỳ. Năm 2010, dân số của thành phố này là 282 người.

## Dân số
Dân số qua các năm:
- Năm 2000: 250 người.
- Năm 2010: 282 người.